# AEA International Lawyers Network
 (avril 2015).
Si vous disposez d'ouvrages ou d'articles de référence ou si vous connaissez des sites web de qualité traitant du thème abordé ici, merci de compléter l'article en donnant les références utiles à sa vérifiabilité et en les liant à la section « Notes et références ».
AEA International Lawyers Network, autrefois appelé Association Européenne des Avocats, est un réseau international de cabinets d´avocats situés dans tous les pays du monde. Il s´agit d'une association qui couvre les 193 pays qui appartiennent aux Nations unies plus Taïwan, le Kosovo et la Palestine.

## Congrès
Tous les membres de l´Association se réunissent annuellement dans un congrès. Onze congrès internationaux ont été organisés. Le premier congrès international eut lieu à Madrid en septembre 2005. Le second s'est tenu à Paris en octobre 2006, le troisième à Madrid en mai 2008, le quatrième à Berlin en mai 2009, le cinquième à Rome en mai 2010, le sixième à Istanbul en juin 2011, le septième à Saint-Pétersbourg en mai 2012, le huitième à Amsterdam en mai 2013, le neuvième au Mexique en octobre 2013 et le dixième célébrait l'anniversaire de l'AEA à Athènes les 21 et 22 mai 2014. Le dernier congrès a eu lieu à Lisbonne les 28 et 29 de mai 2015.
Le lieu du congrès se choisit démocratiquement dans le congrès antérieure. Les candidats qui veulent organiser un congrès doivent préparer une exposition publique de sa ville en montrant tous les avantages du site.

## Bureaux
L'AEA est composée de 2 435 bureaux. Le pays qui a plus de bureaux sont les États-Unis. En Europe la majorité des cabinets d´avocats membres sont allemand et français. En Espagne il y a aussi beaucoup de cabinets d´avocats membres de l'´Association, presque toutes les villes travaillent avec la marque AEA.

## Organisation démocratique
L´AEA a une structure totalement démocratique. Le président et les autres membres de l'assemblée directive sont élus par une votation parmi ses membres. La votation se fait chaque année dans le congrès. Le président de l´AEA est l´avocat espagnol Pedro Beltrán. 
L’Assemblée Directive est composée par six vice-présidents et par huit membres qui représentent les différentes zones géographiques du monde.